# Подлесе (гміна Олесниця)
Подлесе (пол. Podlesie) — село в Польщі, у гміні Олесниця Сташовського повіту Свентокшиського воєводства.
Населення — 190 осіб (2011).
У 1975-1998 роках село належало до Келецького воєводства.

## Демографія
Демографічна структура на день 31 березня 2011 року:
|          | Загалом | Допрацездатний вік | Працездатний вік | Постпрацездатний вік |
| -------- | ------- | ------------------ | ---------------- | -------------------- |
| Чоловіки | 96      | 20                 | 66               | 10                   |
| Жінки    | 94      | 18                 | 50               | 26                   |
| Разом    | 190     | 38                 | 116              | 36                   |